# Vauxhall SRV
Der Vauxhall SRV (Styling Research Vehicles) ist eine Designstudie, die Wayne Cherry 1970 für Vauxhall erstellte. Es war nie geplant, dieses Auto zu bauen, aber die Studie sollte ein Imagegewinn für Vauxhall sein und die Möglichkeit bieten, einige unübliche Designkonzepte zu erproben.
Der Wagen ist von den damaligen Le-Mans-Rennfahrzeugen mit kurzer Schnauze und langem Heck inspiriert, bietet aber gemütlich Platz für vier Erwachsene, obwohl er nur 1041 mm hoch ist. Unüblich ist, dass die Frontsitze fest eingebaut sind, aber alle Bedienelemente in Abstand und Winkel zum Fahrer eingestellt werden können. Der Wagen hat auch vier Türen, wobei die hinteren keine Griffe haben und voll verkleidet sind – erst über 30 Jahre später wurden ähnliche Konzepte in Serienwagen verwirklicht.
Das Auto kann sein aerodynamisches Profil durch einen vorne eingebauten Spoiler verändern. Der SRV hat auch elektrisch einstellbare Radaufhängungen, die auf Wunsch das Fahrzeug hinten anheben können, und es ist (wie in Flugzeugen) möglich, Benzin in verschiedene Tanks zu pumpen, um das Fahrzeug zu trimmen. Die Anzeigeinstrumente sind in einer Schale in der Fahrertür angeordnet.
Der Wagen wird von einem quer eingebauten Vierzylinder-Reihenmotor mit 2,3 Liter Hubraum angetrieben.
Der Prototyp ist im British Transport Museum in Gaydon erhalten.